# آنتونی نیولی
آنتونی نیولی (انگلیسی: Anthony Newley؛ ۲۴ سپتامبر ۱۹۳۱ – ۱۴ آوریل ۱۹۹۹) هنرپیشه، ترانه‌سرا و خواننده اهل بریتانیا بود.

## قسمتی از فیلمشناسی

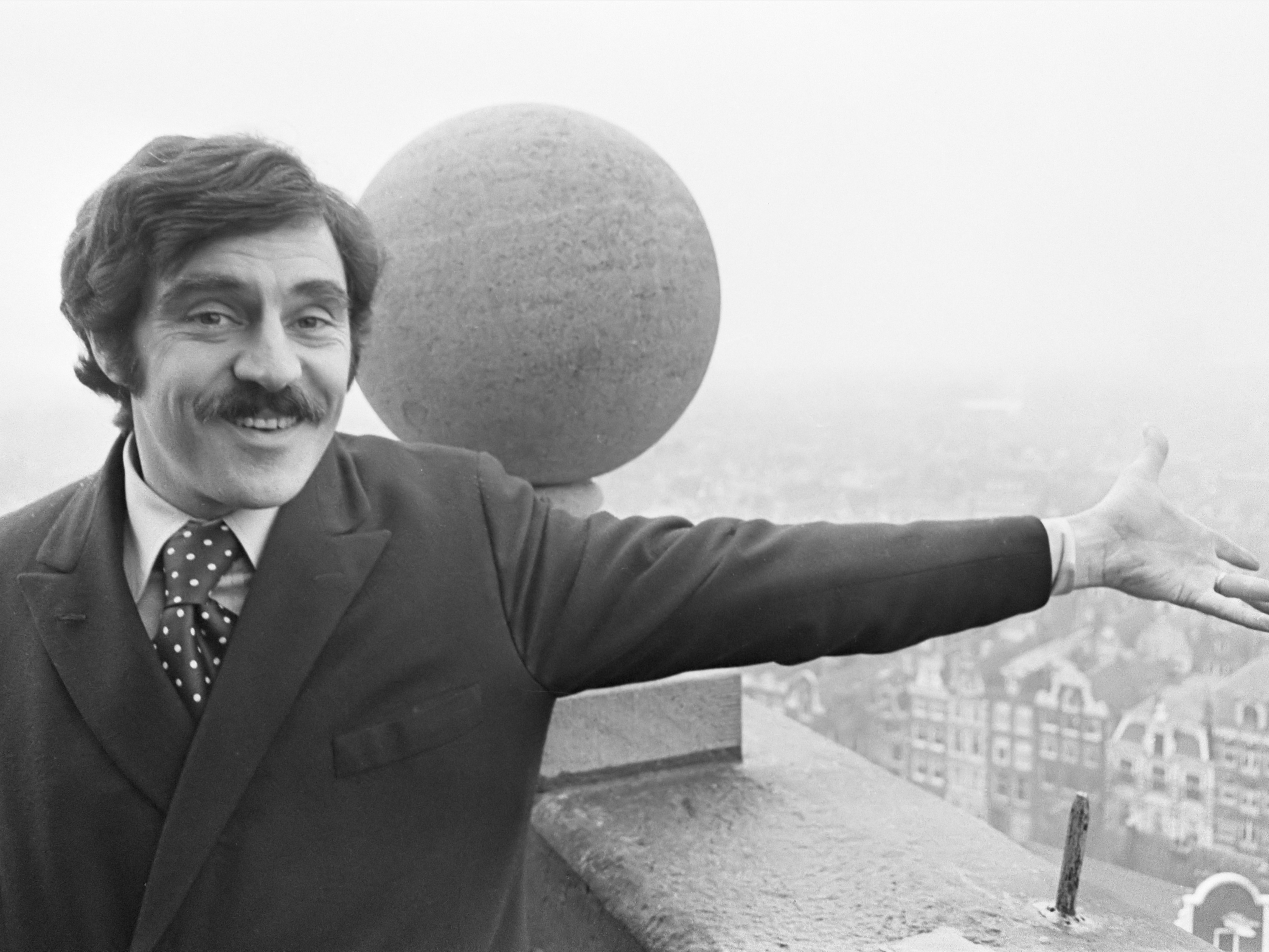

- هنری پنجم (فیلم ۱۹۴۴) (1944) – Boy in English Camp (uncredited)
- الیور توئیست (فیلم ۱۹۴۸) (1948) – Artful Dodger
- خوکچه هندی (فیلم) (1948) – Miles Minor
- نبرد رود پلاته (فیلم) (1956) – Radio Operator, Tairoa, Prisoner on Graf Spee (uncredited)
- دکتر دولیتل (فیلم ۱۹۶۷) (1967) – Matthew Mugg
- نوامبر شیرین (فیلم ۱۹۶۸) (1968) – Charlie Blake
- آلیس در سرزمین عجایب (فیلم ۱۹۸۵) (1985) – The Mad Hatter